# Форд Транзит
„Форд Транзит“ (Ford Transit) (от 1995 година – с пътнически вариант „Форд Турнео“, Ford Tourneo) е модел микробуси на американската компания „Форд“, произвеждани от 1965 година.
„Транзит“ е първият модел автомобили, създаден след сливането на британския е германския клон на компанията, и има изключителен успех, като в продължение на десетилетия е най-продаваният микробус в много европейски страни, а впоследствие започва да се продава в целия свят, включително в Северна Америка, където през 2015 година заменя също много популярния „Форд Серия E“. Към 2015 година с 8 милиона произведени машини „Форд Транзит“ е третият най-продаван микробус в света след „Фолксваген Транспортер“ и „Форд Серия E“.
| Форд Транзит I             |                                                                     |
|                            |                                                                     |
| Произвеждан                | 1965 – 1986                                                         |
| Сглобяван в                | Генк Лангли Саутхемптън Амстердам Измит Сийвю Хоумбуш Порт Елизабет |
| Задвижване                 |                                                                     |
| Двигател                   | 1,3 – 4,1 l бензин 1,7 – 2,5 l дизел                                |
| Задвижване                 | Задно / 4x4                                                         |
| Други характеристики       |                                                                     |
| Междуосие                  | 2690 – 3000 mm                                                      |
| Форд Транзит I в Общомедия |                                                                     |

| Форд Транзит II             |                                              |
|                             |                                              |
| Произвеждан                 | 1986 – 2000                                  |
| Сглобяван в                 | Генк Саутхемптън Измит Обчук Хайзионг Нанчан |
| Задвижване                  |                                              |
| Двигател                    | 2,0 – 3,0 l бензин 2,5 l дизел               |
| Задвижване                  | Задно                                        |
| Форд Транзит II в Общомедия |                                              |

| Форд Транзит III             |                                                 |
|                              |                                                 |
| Произвеждан                  | 2000 – 2013                                     |
| Сглобяван в                  | Саутхемптън Измит Обчук Хайзионг Нанчан Елабуга |
| Задвижване                   |                                                 |
| Двигател                     | 2,3 l бензин 2,0 – 3,2 l дизел                  |
| Задвижване                   | Предно / Задно / 4x4                            |
| Други характеристики         |                                                 |
| Междуосие                    | 2933 – 3750 mm                                  |
| Дължина                      | 4683 – 6474 mm                                  |
| Ширина                       | 1974 mm                                         |
| Височина                     | 1995 – 2623 mm                                  |
| Форд Транзит III в Общомедия |                                                 |

| Форд Транзит IV             |                                      |
|                             |                                      |
| Произвеждан                 | 2013 –                               |
| Сглобяван в                 | Измит Клейкомо Нанчан Елабуга        |
| Задвижване                  |                                      |
| Двигател                    | 2,0 – 3,7 l бензин 2,0 – 3,2 l дизел |
| Задвижване                  | Предно / Задно / 4x4                 |
| Други характеристики        |                                      |
| Междуосие                   | 3300 – 4521 mm                       |
| Дължина                     | 5532 – 6759 mm                       |
| Ширина                      | 2052 – 2126 mm                       |
| Височина                    | 2088 – 2797 mm                       |
| Форд Транзит IV в Общомедия |                                      |